# Riberhus Birk
Riberhus Birk var en dansk retskreds som eksisterede 1735-1859.
Den væsentligste vidnedsbyrd om Riberhus Birks virke er 10 stk. skøde- og panteprotokoller, med 2 registre forfattet hhv. 1817 og 1824 (fortløbende), som opbevares på Landsarkivet for Nørrejylland.
Riberhus Birk nedlagdes 1859 og indgik i sin væsentlighed i dannelsen af Ribe Herred.

## Riberhus Birks birkefogeder
- 1735-1743 Weste Thomasen Lund (byfoged)
- 1743-1753 Johan Christopher v. Schønbach (byfoged)
- 1753-1757 Frederik Steensen (byfoged)
- 1758-1787 Niels Christiansen Lund (byfoged og rådmand)
- 1787-1804 Jacob Jensen Lund (byfoged og rådmand, fra 1804 benævnt birkedommer)

## Riberhus Birks birkedommere
- 1804-1812 Jacob Jensen Lund (borgmester fra 15. februar 1805)
- 1812-1830 Johan Ernst Heilmann (borgmester)
- 1830-1839 Hans Gottfred Tranberg (1796-1839) (borgmester)
- 1839-1845 Erik Høyer (overauditør og borgmester)
- 1845-1849 Georg Alexander Rømeling Stricker (1807-1880) (overauditør og borgmester) [1]
- 1849-1859 Carl Ludvig Ferdinand Pontoppidan (1815-1877) (cand. jur., borgmester og kancelliråd)